# Сесар Вега
Сесар Вега (ісп. César Vega, нар. 2 вересня 1959, Монтевідео) — уругвайський футболіст, що грав на позиції захисника, зокрема за клуб «Данубіо», а також національну збірну Уругваю. По завершенні ігрової кар'єри — тренер. З 2020 року очолює тренерський штаб команди «Монс Кальпе».

## Клубна кар'єра
У дорослому футболі дебютував 1975 року виступами за команду «Данубіо», в якій провів десять сезонів.
Згодом з 1986 по 1988 рік грав за «Прогресо» та мексиканський «Атланте».
1988 року став гравцем аргентинського «Депортіво Мандію», за який відіграв чотири сезони, після чого завершував ігрову кар'єру на батьківщині у складі «Сентраль Еспаньйол».

## Виступи за збірну
1983 року дебютував в офіційних матчах у складі національної збірної Уругваю.
У складі збірної був учасником чемпіонату світу 1986 року у Мексиці.
Загалом протягом чотирирічної кар'єри у національній команді провів у її формі 8 матчів.

## Кар'єра тренера
Від початку 2000-х працював у Мексиці на технічних посадах у збірних різних вікових категорій та клубних командах. У липні—жовтні 2011 року тренував команду клубу «Індіос».
16 вересня 2020 року очолив тренерський штаб гібралтарської команди «Монс Кальпе».